# Jekaterina Igorewna Tkatschenko
Jekaterina Igorewna „Katja“ Tkatschenko (russisch Екатери́на И́горевна Ткаче́нко; bei der FIS nach englischer Transkription Ekaterina Tkachenko; * 7. März 1995 in Harare, Simbabwe) ist eine russische Skirennläuferin. Sie ist auf die technischen Disziplinen Slalom und Riesenslalom spezialisiert.

## Biografie

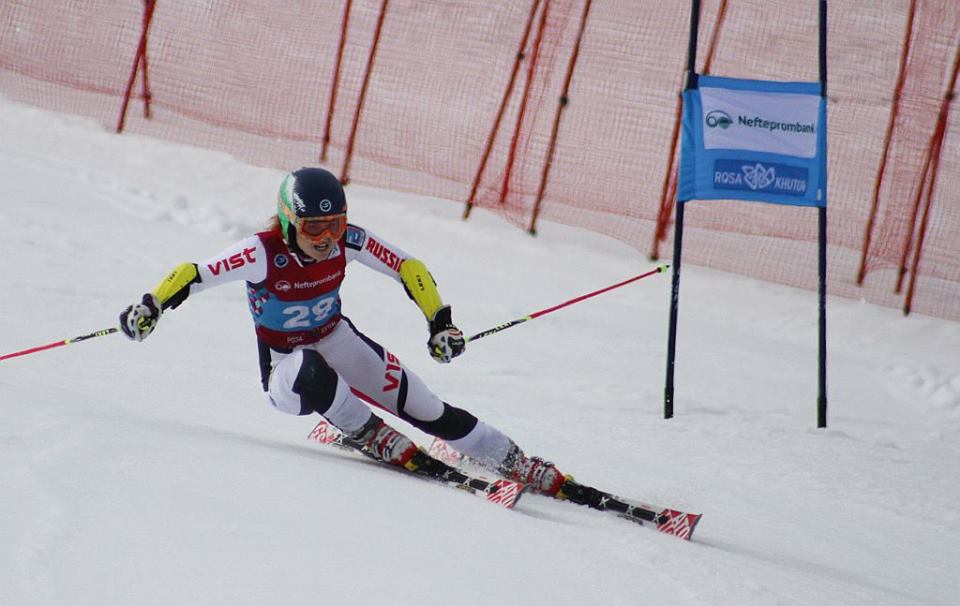
Riesenslalom in Sotschi (2016)

Katja Tkatschenko kam 1995 in Harare zur Welt. Im Anschluss an eine Moskauer Englischschule besuchte sie bis 2014 das Schigymnasium Stams. Danach studierte sie bis 2016 an der Russischen Akademie für Volkswirtschaft und Öffentlichen Dienst beim Präsidenten der Russischen Föderation. Seit 2016 absolviert sie ein Masterstudium an der Universität Maribor. Neben ihrer Ausbildung lebt sie in Moskau. Sie spricht fließend Englisch, Deutsch, Französisch und Slowenisch.
Im Alter von 15 Jahren bestritt sie ihre ersten FIS-Rennen. Im Januar 2012 nahm sie an den Olympischen Jugend-Winterspielen in Innsbruck teil, wo sie in allen Disziplinen außer der Abfahrt startete. Im Slalom gewann sie die Bronzemedaille, nachdem sie bereits in Super-Kombination und Riesenslalom Top-10-Ergebnisse erzielt hatte. Bei ihrem ersten Start im Rahmen von Juniorenweltmeisterschaften belegte sie in Roccaraso Rang 21 im Slalom. Bei drei weiteren Teilnahmen erreichte sie 2016 als bestes Resultat einen achten Platz im Slalom von Sotschi. Im Januar 2014 gab sie in Kirchberg ihr Europacup-Debüt, schaffte jedoch bis heute keine Spitzenplatzierungen. Deutlich bessere Ergebnisse konnte sie bislang im Far East Cup verbuchen, in dem sie nach ihrem bereits vierten Sieg 2016/17 Rang fünf in der Gesamtwertung sowie Rang drei in der Slalomwertung belegte. 
Ihr Weltcup-Debüt gab Tkatschenko am 12. November 2016 im Slalom von Levi. Erstmals punkten konnte sie im darauffolgenden Januar mit Rang 28 in Flachau. Ihre ersten Weltmeisterschaften in St. Moritz beendete sie mit einem 29. Slalomrang. Mit einem 26. Rang in Zagreb, einer neuen persönlichen Bestleistung, reiste sie zu den Olympischen Winterspielen nach Pyeongchang und klassierte sich im Slalom auf Platz 32. Mit der russischen Mannschaft belegte sie den geteilten neunten Rang. Bis dato wurde Katja Tkatschenko dreimal russische Staatsmeisterin, zweimal in ihrer Paradedisziplin Slalom (2015 und 2017) sowie einmal im Riesenslalom (2015).

## Erfolge

### Olympische Spiele
- Pyeongchang 2018: 9. Mannschaftswettbewerb, 32. Slalom
- Peking 2022: 11. Mannschaftswettbewerb, 25. Riesenslalom, 31. Slalom

### Weltmeisterschaften
- St. Moritz 2017: 29. Slalom
- Åre 2019: 9. Mannschaftswettbewerb, 26. Slalom, 35. Riesenslalom
- Cortina d’Ampezzo 2021: 23. Slalom, 31. Riesenslalom

### Weltcup
- 1 Platzierung unter den besten 20

### Weltcupwertungen
| Saison  | Gesamt | Gesamt | Riesenslalom | Riesenslalom | Slalom | Slalom | Parallel | Parallel |
| Saison  | Platz  | Punkte | Platz        | Punkte       | Platz  | Punkte | Platz    | Punkte   |
| ------- | ------ | ------ | ------------ | ------------ | ------ | ------ | -------- | -------- |
| 2016/17 | 130.   | 3      | –            | –            | 57.    | 3      | –        | –        |
| 2019/20 | 113.   | 7      | –            | –            | 51.    | 1      | 39.      | 6        |
| 2020/21 | 104.   | 13     | 45.          | 13           | –      | –      | –        | –        |
| 2021/22 | 115.   | 8      | 49.          | 8            | –      | –      | –        | –        |

### Far East Cup
- Saison 2015/16: 10. Gesamtwertung, 10. Riesenslalomwertung, 10. Slalomwertung
- Saison 2016/17: 5. Gesamtwertung, 3. Slalomwertung
- 10 Podestplätze, davon 4 Siege:

| Datum           | Ort                | Land     | Disziplin |
| --------------- | ------------------ | -------- | --------- |
| 26. März 2015   | Juschno-Sachalinsk | Russland | Slalom    |
| 20. März 2016   | Juschno-Sachalinsk | Russland | Slalom    |
| 21. März 2016   | Juschno-Sachalinsk | Russland | Slalom    |
| 23. Januar 2017 | Alpensia           | Südkorea | Slalom    |

### Juniorenweltmeisterschaften
- Roccaraso 2012: 21. Slalom, 33. Riesenslalom
- Jasná 2014: 35. Riesenslalom
- Hafjell 2015: 31. Riesenslalom, 34. Slalom
- Sotschi 2016: 8. Slalom, 12. Riesenslalom

### Weitere Erfolge
- 3 russische Meistertitel (Riesenslalom 2015 und Slalom 2015, 2017)
- 4 Siege in FIS-Rennen